# Milan (1967)
Milan ist einer der erfolgreichsten Bollywoodfilm aus den 60er Jahren und der siebterfolgreichste Film aus dem Jahr 1967.

## Handlung
Die zwei Studenten Gopi und Radha heiraten nach ihrem erfolgreichen Collegeabschluss. Anschließend verbringen sie ihre Flitterwochen in einem Dorf nahe dem Ganges. Plötzlich, während einer Bootsfahrt, hat Gopi eine Vision...
Jahre vor ihrer Geburt lebten der Fährmann Gopi und die Collegestudentin Radha in diesem Dorf. Tagtäglich bringt er Radha mit seinem Boot zum College. Obwohl sie aus unterschiedlichen Kasten stammen, verbindet beide eine tiefe Freundschaft. 
Als eines Tages Radhas Onkel Rajendra auftaucht, beginnen die Schwierigkeiten: Rajendra wird auf das vorlaute Dorfmädchen Gauri aufmerksam, die jedoch eher an Gopi interessiert ist. Dies entgeht Rajendra nicht und möchte Gopi deshalb eins auswischen. Er arrangiert Radhas Hochzeit mit dem wohlhabenden Ram Vishwanath Rai.
Kaum ist das Paar vermählt, stirbt Radhas Ehemann. Sie kehrt als Witwe wieder in ihr Elternhaus zurück und erfährt von der schweren Krankheit ihres Vaters. Nach so viel Pech, fühlt sie sich Gopi noch mehr hingezogen.  Aufgrund dessen wird Gauri noch eifersüchtiger. Um alles hinter sich zu lassen, fliehen Radha und Gopi mit dem Boot und ertrinken bei einem heftigen Wasserstrudel.
Nach dieser Tragödie stehen Radha und Gopi vor dem Grab der beiden verunglückten Liebenden. Umso glücklicher sind sie sich in diesem Leben gefunden zu haben.

## Musik
| Songtitel             | Sänger/in               |
| --------------------- | ----------------------- |
| Aaj Dil Pe Koi        | Lata Mangeshkar         |
| Bol Gori Bol          | Mukesh, Lata Mangeshkar |
| Geet Milan Ke         | Mukesh, Lata Mangeshkar |
| Hum Tum               | Mukesh, Lata Mangeshkar |
| Ram Kare Aisa Ho Jaye | Mukesh                  |
| Sawan Ka Mahina       | Mukesh, Lata Mangeshkar |
| Tohe Sanwariya        | Lata Mangeshkar         |

## Auszeichnungen
Filmfare Award 1968
- Filmfare Award/Beste Hauptdarstellerin an Nutan
- Filmfare Award/Beste Nebendarstellerin an Jamuna
- Filmfare Award/Beste Musik an Laxmikant-Pyarelal

Nominierungen:
- Filmfare Award/Bester Film an L. V. Prasad
- Filmfare Award/Beste Regie an Adurthi Subba Rao
- Filmfare Award/Bester Hauptdarsteller an Sunil Dutt
- Filmfare Award/Bester Liedtext an Anand Bakshi für Sawan Ka Mahina
- Filmfare Award/Bester Playbacksänger an Mukesh für Sawan Ka Mahina
- Filmfare Award/Beste Playbacksängerin an Lata Mangeshkar für Sawan Ka Mahina